# 朱印狀

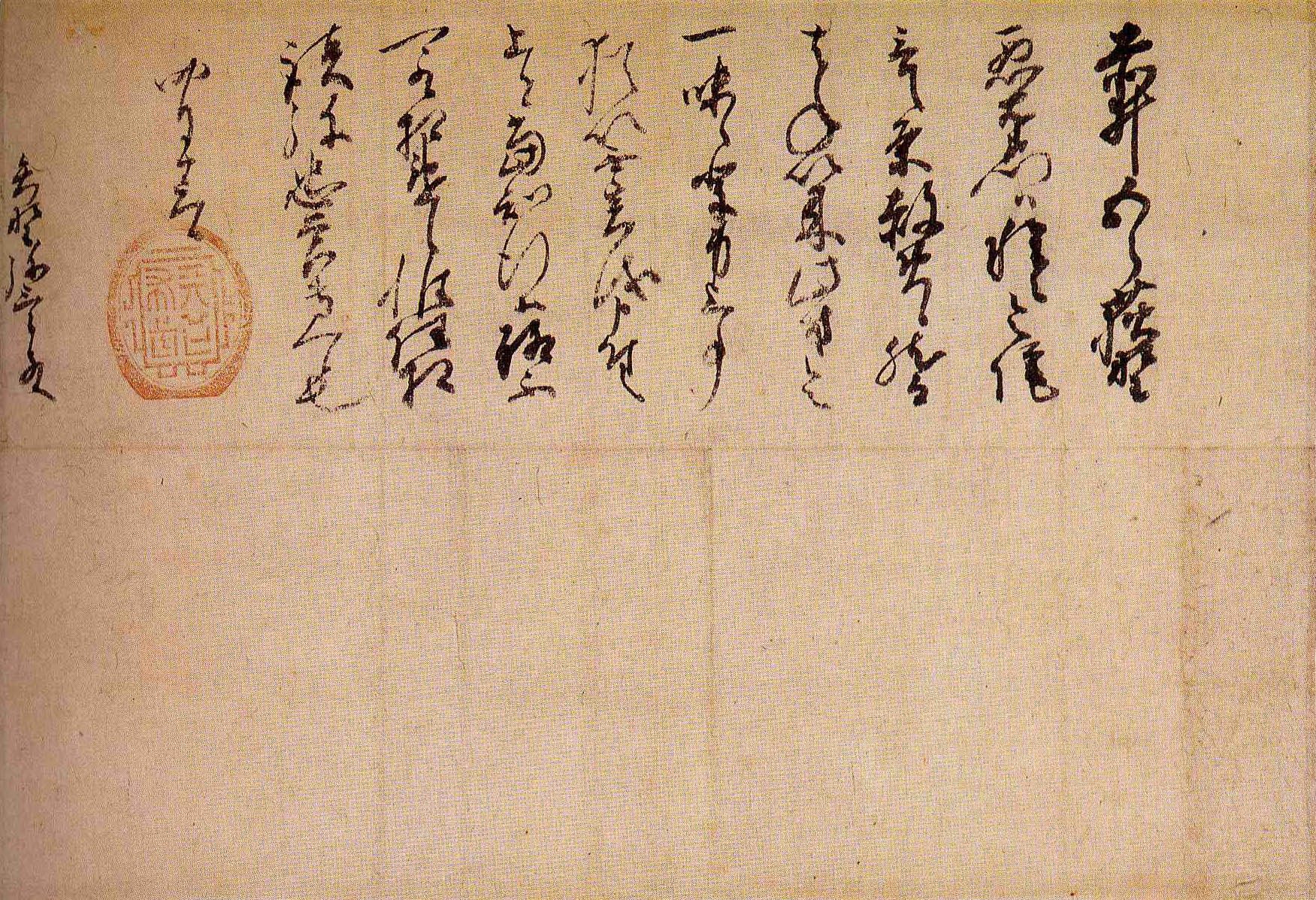
織田信長朱印状/兵庫縣立歷史博物館蔵

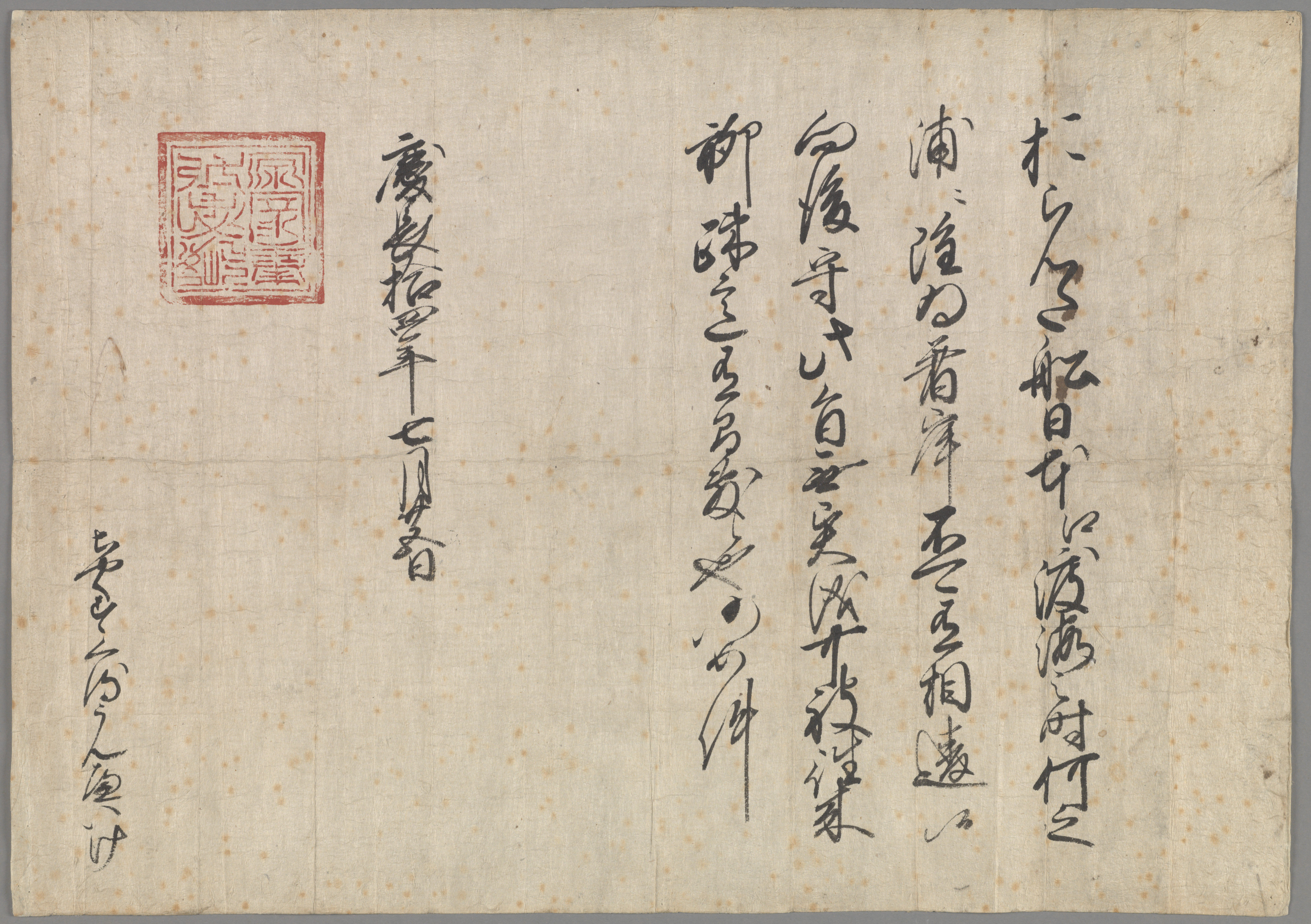
徳川家康朱印状/荷蘭国立公文書館蔵

朱印狀是指日本戰國時代到江戶時代的古文書史料中，蓋上朱印的命令文書。
最古的朱印狀是今川氏親在永正9年（1512年）免除西光寺的棟別錢（房屋稅）而發給的文書。以後，印判狀這個制度為織田氏、武田氏、上杉氏、北條氏、里見氏等東國的有力戰國大名所使用。印判狀多用於民政、軍事方面的公文書發給，比起原來的花押署記要節省時間。
朱印、黑印在各大名家使用狀況不同。織田信長也在公文書上用了黑印和朱印，外交文書等重要文書則用「天下布武」4字的朱印，黑印也有使用。豊臣秀吉則只使用朱印。徳川家康更進一步將朱印分為楕圓形和四角形的朱印。在許可海外貿易的時候，蓋上後者的朱印，持有這個四角形朱印狀以貿易的船被稱為朱印船，外國政府可以憑是否有朱印狀判斷來自日本的船是合法商船還是走私或海盜船。